# 石川浄道
石川 浄道（いしかわ の きよみち）は、平安時代初期の貴族。名は清道とも記される。官位は正五位下・伯耆介。

## 経歴
弘仁3年（812年）従五位下・伯耆介に叙任される。弘仁13年（822年）従五位上、弘仁14年（823年）正五位下と嵯峨朝末から淳和朝初頭にかけて続けて昇叙されている。

## 官歴
『日本後紀』による。
- 弘仁3年（812年） 正月7日：従五位下。正月12日：伯耆介
- 弘仁13年（822年） 10月1日：従五位上
- 弘仁14年（823年） 11月20日：正五位下